# Leonardo Campana
Leonardo Campana Romero (ur. 24 lipca 2000 w Guayaquil) – ekwadorski piłkarz występujący na pozycji napastnika w amerykańskim klubie Inter Miami oraz w reprezentacji Ekwadoru. Wychowanek Barcelony SC, w trakcie swojej kariery grał także w takich zespołach, jak Wolverhampton Wanderers, Famalicão i Grasshoppers.
Posiada również obywatelstwo hiszpańskie i amerykańskie. Syn ekwadorskiego tenisisty i polityka, Pablo Campany.